# Дети железной дороги
Дети железной дороги (англ. The Railway Children) — произведение детской писательницы Эдит Несбит, появившееся впервые на английском языке в «The London Magazine» в 1905 году. Отдельной книгой произведение опубликовано в 1906 году. Неоднократно сюжет экранизировался.

## Сюжет

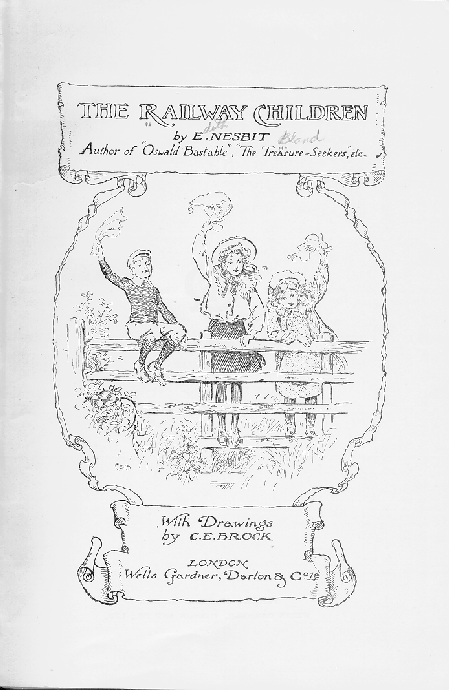
Титульный лист первого издания

Одно лондонское семейство переезжает в дом «Три трубы» возле железной дороги в Йоркшире. Отец семьи, работавший прежде в Министерстве иностранных дел, заключён в тюрьму по ложному обвинению в шпионаже. Дети — Роберта, Питер и Филлис — заводят дружбу с пожилым дежурным по станции мистером Перксом и русским эмигрантом Владимиром Счепанским, приехавшим в Англию на поиски своей семьи. Роман завершается счастливым концом, отца семейства освобождают, сняв с него несправедливые обвинения и вернув все права.

## История создания
Тема невинно осуждённого навеяна автору делом Дрейфуса, произошедшим за несколько лет до написания книги. Русский политэмигрант в романе может иметь прототипа в лицах Сергея Михайловича Степняк-Кравчинского и Петра Алексеевича Кропоткина, которые были друзьями писательницы.
Книга затрагивает тему Русско-японской войны и отношения к ней англичан, осуждает Имперскую Россию.

## Экранизации
Книга была экранизирована 6 раз:
- 1940 — серии в «Children’s Hour».

- 1951 — 8-серийный и 4-серийный фильмы производства БиБиСи.
- 1957 — 8-серийный фильм производства БиБиСи.
- 1968 — 7-серийный фильм производства БиБиСи. В главных ролях: Дженни Эгаттер и Джиллиан Бэйли.
- 1970 — фильм Лайнела Джеффриса с Дженни Эгаттер и Диной Шеридан в главных ролях.
- 1999 — телевизионный сериал ITV. В ролях: Дженни Эгаттер, Джемайма Рупер, Джек Блюмено, Джей Джей Филд.

Также произведение адаптировалось для театральных постановок.
Аудиокнига "Дети железной дороги" в исполнении Ивана Литвинова: https://www.bomba-piter.ru/shop/product/ivan-litvinov-edit-nesbit-deti-zheleznoi-dorogi-intman-5032

## Обвинения в плагиате
В 2011 году Несбит была обвинена в заимствовании сюжета у Ады Дж. Грэйвс. Её произведение «Дом на железной дороге» опубликовано впервые в 1896 году и выходило частями в популярном журнале в 1904 году. Оба произведения имеют много общих черт.

## В популярной культуре
200-метровая дорога в Ли Большого Лондона названа «Дети железной дороги» в честь одноимённого романа Несбит. Такой же путь находится в Оксенхоупе.